# کالین بل (بازیکن فوتبال، زاده ۱۹۶۱)
کالین بل (انگلیسی: Colin Bell؛ زادهٔ ۵ اوت ۱۹۶۱) بازیکن فوتبال اهل بریتانیا است.
از باشگاه‌هایی که در آن بازی کرده‌است می‌توان به باشگاه فوتبال ماینتس ۰۵ و باشگاه فوتبال لستر سیتی اشاره کرد.